# Lishulong
Lishulong („kaštanovníkový drak“) byl rod vývojově primitivního sauropodomorfního plazopánvého dinosaura, žijícího v období spodní jury (věky/stupně sinemur až toark, před 200 až 175 miliony let) na území dnešní Číny (provincie Jün-nan, geologické souvrství Lu-feng).

## Historie a popis
Typový exemplář tohoto dinosaura nese označení LFGT-ZLJ0011 a má podobu částečně dochované lebky a dolní čelisti spolu s devíti krčními obratli. K objevu došlo nedaleko obce Ťiou-tu u města Kchung-lung-šan (dříve Čchuan-ťie (angl. Chuanjie)) v prefektuře Lu-feng v provincii Jün-nan, a to v sedimentech geologického členu Ša-wan souvrství Lu-feng. Jedná se mimochodem o stejné horniny, ze kterých byl v roce 2014 popsán célofyzoidní teropod rodu Panguraptor. Lebka by v kompletním stavu měřila na délku zhruba 40 cm a je tak největší z lebek sauropodomorfů dosud objevených na území provincie Jün-nan.
V prosinci roku 2024 byl na základě tohoto fosilního materiálu stanoven nový taxon Lishulong wangi. Rodové jméno (v překladu „kaštanovníkový drak“) odkazuje k názvu typové lokality, slovo lóng znamená drak. Druhové jméno wangi je poctou paleontologovi jménem Čeng-Ťü Wang (angl. Zheng-Ju Wang) za jeho přínos pro vertebrátní paleontologii na území provincie Jün-nan.

## Zařazení
Lishulong je zástupcem kladu Sauropodomorpha, dále kladu Massopoda a následně kladu Sauropodiformes. Mezi jeho blízké příbuzné patří zejména rod Yunnanosaurus a vzdáleněji pak například Jingshanosaurus a Xingxiulong.
Objev tohoto druhu sauropodomorfa dokládá, že v období rané jury (před 200 až 175 miliony let) se jednalo o velmi rozšířenou a evolučně úspěšnou skupinu, která patrně obývala jak severní oblasti Pangey, tak i postupně se oddělující části jižního superkontinentu Gondwana (a to včetně oblasti současné Antarktidy, jak ukázal zejména popis rodu Glacialisaurus v roce 2007).